# Utz Schliesky

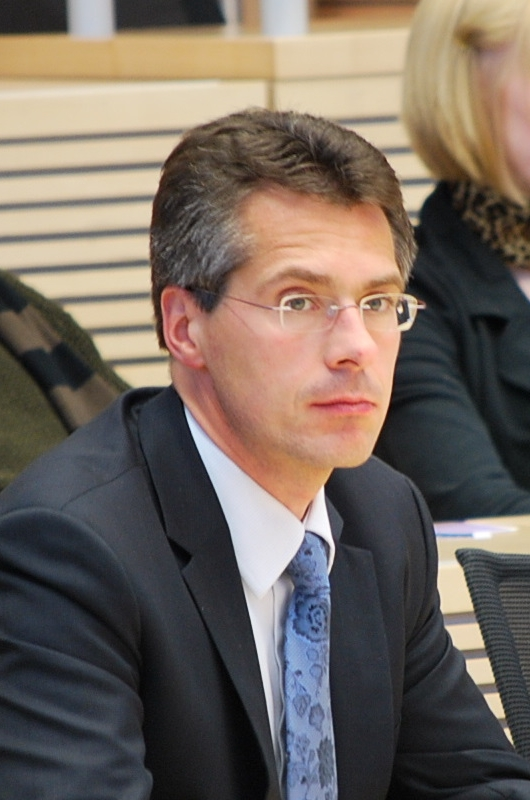
Utz Schliesky

Utz Schliesky (* 16. November 1966 in Kiel) ist ein deutscher Rechtswissenschaftler und Ministerialbeamter. Er ist Direktor des Schleswig-Holsteinischen Landtags.

## Leben
Schliesky war von 1985 bis 1987 Soldat auf Zeit. Anschließend studierte er von 1987 bis 1992 an der Christian-Albrechts-Universität zu Kiel Rechtswissenschaft. Danach war er von 1993 bis 1997 Wissenschaftlicher Mitarbeiter und Doktorand am Lehrstuhl für Öffentliches Recht von Edzard Schmidt-Jortzig. 1996 wurde er zum Dr. iur. promoviert. Daneben war er als Dozent für Recht und Verwaltungslehre an der Kieler Bundeswehrfachschule sowie als Lehrbeauftragter an der Fachhochschule für Verwaltung und Dienstleistung des Landes Schleswig-Holstein in Altenholz tätig. Nach dem Referendariat 1994–1997 legte er das zweite juristische Staatsexamen ab. Er kehrte als wissenschaftlicher Assistent an den Lehrstuhl von Schmidt-Jortzig an der CAU zurück, wo er bis 2002 blieb. An der rechtswissenschaftlichen Fakultät habilitierte er sich 2002. Er erhielt die Lehrbefähigung für Öffentliches Recht einschließlich Europarecht. Seit 2007 ist er Extraordinarius für Öffentliches Recht und Vorstandsmitglied des Lorenz-von-Stein-Instituts für Verwaltungswissenschaften an der Christian-Albrechts-Universität zu Kiel
Seit 2003 war Schliesky erster Beigeordneter und stellvertretender Hauptgeschäftsführer des Deutschen Landkreistages. Von 2005 bis Ende Februar 2009 war er Abteilungsleiter der Abteilung 5 (Verwaltungsmodernisierung) im Schleswig-Holsteinischen Finanzministerium im Rang eines Ministerialdirigenten, sowie als Privatdozent an der CAU Kiel tätig, wo er u. a. die Vorlesung Verwaltungslehre hält. Im April 2009 übernahm er von Jürgen Schöning das Amt des Direktors des Schleswig-Holsteinischen Landtags. Im Nebenamt ist er geschäftsführender Vorstand des Lorenz-von-Stein-Instituts an der Christian-Albrechts-Universität zu Kiel. Schliesky ist stellvertretender Vorsitzender der Hermann Ehlers Stiftung Kiel. Schliesky war einer der neun Sachverständigen, die im Rahmen des Gesetzgebungsverfahrens zum Gesetz zur Regelung des Zugangs zu Informationen des Bundes am 14. März 2005 zur Anhörung vor dem Innenausschuss des Deutschen Bundestages geladen waren.
Seit 2021 ist er Mitglied im Netzwerk Wissenschaftsfreiheit.
Er ist verheiratet mit Heike Schliesky und hat zwei Söhne.

## Schriften (Auswahl)
- Öffentliches Wettbewerbsrecht. Verhaltensrechtliche Determinanten von wirtschaftsbezogenem Staatshandeln (= Schriften zum öffentlichen Recht, Bd. 112). Duncker & Humblot, Berlin 1997, ISBN 3-428-09129-9 (Dissertation Universität Kiel).
- Souveränität und Legitimität von Herrschaftsgewalt. Die Weiterentwicklung von Begriffen der Staatslehre und des Staatsrechts im europäischen Mehrebenensystem (= Jus publicum, Bd. 112). Mohr Siebeck, Tübingen 2004, ISBN 3-16-148121-6 (Habilitationsschrift Universität Kiel).
- Europäisierung der Amtshilfe. Die Weiterentwicklung einer verwaltungsrechtlichen Rechtsfigur durch die EU-Dienstleistungsrichtlinie (= Münchener Reden zur europäischen Integration, Bd. 2). Boorberg, Stuttgart 2008, ISBN 3-415-04040-2.
- Öffentliches Wirtschaftsrecht. Eine Einführung mit Fällen. 4., völlig neu bearbeitete Aufl. Müller, Heidelberg 2014, ISBN 978-3-8114-9687-3.
- mit Jan Schlürmann: Lorenz von Stein. Leben und Werk zwischen Borby und Wien. Wachholtz, Kiel 2015, ISBN 978-3-529-07605-3.
- Legitimität. Vergangenheit, Gegenwart und digitale Zukunft des Staates und seiner Herrschaftsgewalt in einem Begriff (= Wissenschaftliche Abhandlungen und Reden zur Philosophie, Politik und Geistesgeschichte, Bd. 100). Duncker & Humblot, Berlin 2020, ISBN 978-3-428-15900-0.